# サム・ナロン (捕手)
サム・ナロン（Sam Narron）として知られるサミュエル・ウッディ・ナロン（Samuel Woody Narron、1913年8月25日 - 1996年12月31日）は、メジャーリーグベースボールに所属したアメリカ合衆国のプロ野球選手、コーチ。
甥に捕手としてプレーし、コーチ、監督を務めたジェリー・ナロンと、コーチを務めたジョニー・ナロン、孫に投手としてプレーしたサム・ナロンがいる。
1934年バイ＝ステート・リーグのマーティンズビル・マニュファクチャーズでプレーした後、1935年に外野手としてセントルイス・カージナルス傘下のオールバニ・トラベラーズに入団。この年、メジャーリーグに昇格しセントルイス・カージナルスで7試合に出場、捕手として先発出場も果たした。1936年以降は捕手としてマイナーリーグで出場を続けた。1942年にメジャーへ再昇格、1943年にはメジャーに在籍し続けワールドシリーズにも出場している。そしてこれが最後のメジャー出場となった。
1944年に一度引退した後、1948年までマイナーでプレーを続けた。最終年となる1948年には、監督兼任も経験している。その後ブランチ・リッキーに重用され、1949年にはブルックリン・ドジャースでブルペンキャッチャーとしてワールドシリーズに進出、1951年にピッツバーグ・パイレーツへ移籍した後1964年までブルペンコーチとして在籍、この間1960年にワールドシリーズでチームが勝利している。
1996年12月31日、ノースカロライナ州ローリーにて死去。

## 成績
メジャーリーグでは捕手としては通算6試合（先発2試合）の出場記録が残るのみで、多くの出場は代打としてのものであった。3年間で24試合に出場、通算打率.286、28打数8安打1打点1四球の記録を残している。